# Qiyunia lehtineni
Qiyunia lehtineni is een spinnensoort in de taxonomische indeling van de kaardertjes (Dictynidae).
Het dier behoort tot het geslacht Qiyunia. De wetenschappelijke naam van de soort werd voor het eerst geldig gepubliceerd in 1989 door Da-xiang Song & Yajun Xu.